# ليه جونسون (دبلوماسي)
ليه جونسون (بالإنجليزية: Les Johnson)‏ هو دبلوماسي أسترالي، ولد في 2 أبريل 1916 في Tambellup, Western Australia ‏ في أستراليا، وتوفي في 31 أغسطس 2000.